# Shariff Saydona Mustapha
Shariff Saydona Mustapha est une localité de la province de Maguindanao, aux Philippines. En 2015, elle compte 19 855 habitants.